# ラシード・リダー
ムハンマド・ラシード・リダー（アラビア語: محمد رشيد رضا、Muhammad Rashid Rida、1865年9月23日-1935年8月22日）は、「リダーの世代において最も影響力のある法学者」あるいは、「ムハンマド・アブドゥフの影響を最も受けた人物」 と呼ばれるシリア出身のイスラーム法学者、ジャーナリストである。

## 生い立ち
リダーは、今日のレバノン領であるトリポリ近郊の村・カラムーンで、サイイドの家系に生まれた。当時のシリアはオスマン帝国の統治下にあった。リダーは、初等教育においては伝統的なイスラーム教育を受けた。1884年から1885年にかけて、最初の旅行を敢行した。その際に、ジャマールッディーン・アフガーニーやムハンマド・アブドゥフの薫陶を受けた。
1897年、リダーはシリアを去り、エジプトのカイロへと向かった。カイロにおいて、アブドゥフとともに、「マナール」（灯台）という雑誌の発行に参加することとなった
。リダーは死亡するまで、マナールに携わることとなる。マナールで説かれたリダーの主張は、「西欧的価値観を否定してイスラームの正統的概念を強調した」ものであった。
リダーはイスラーム社会の弱さと西洋の植民地主義に自らの主張の焦点を当てた。スーフィーの乱行、ウラマーの腐敗を非難し、彼らをタクリード（不信仰者）として斥けた。イスラーム社会の中核をなしているスーフィー、ウラマーの退廃の結果が、社会、科学の進歩を遅れさせたと考えた。リダーは、イスラーム復興運動（サラフィーヤ）の考えを用いることによって、西洋世界に虐げられているイスラーム社会が自信を取り戻すことが出来るようになると考えていた。サラフィーヤの考えは、西洋の影響力を排除し、イジュティハードの理論を用いて現代社会に適応させることであった。このことにより、ムスリムは西洋への植民地化という形式での服従を回避できると信じていた。
政治的には、リダーはイスラーム世界を団結させるために、カリフ制の再興を考えていたし、シューラー概念を導入することで民主的に政府を運営することを考えていた
。リダーの考えはイスラーム神学に基づいている。曰く、

「シャリーアは、崇拝（'ibadat）と社会的関係(mu'amalat）から構成されている。人の理性はなかなか正しく活動する機会を持っていない。ムスリムはクルアーン、ハディースといった理性の命ずるものに忠実であるべきである。社会的関係を定める様々な法は、イスラーム的倫理と一致すべきである。しかし、特定の点においては、絶えず変化して幾世代あるいは社会的状況によって再評価しないといけないだろう」

リダーはまた、サイイド・クトゥブや他のイスラーム主義者に先行する形でイスラーム社会・ムスリムにとって必要不可欠なものであるシャリーアに忠実であるべきと宣言している。曰く、

「今日、新しい法律を導入し、シャリーアを捨て去ろうとするムスリムの統治者は、神の名によって、私たちムスリムに申し付ける。その上で、盗賊に対しての手の切断刑あるいは姦通者への投石刑といった不快な刑罰を廃止することを提案する。彼らは、人間の手によって作られた法律あるいは刑罰を従来の伝統的な法律・刑罰に対してとって変えようとしている。まったく宗教心のない人になるであろうことは否定できないのである。

## 影響
リダーの思想は、エジプトのみならず、東はインドネシアやマレーシア、インド、西はアルジェリアにも広がった。インドネシアのムハマディヤやアルジェリアのウラマー協会といった団体は、リダーの影響を持って創設された団体である。
リダーの出版した「マナール」のお膝元であるエジプトでもサラフィーヤの考えは、浸透していた。その影響を最も受けたのが、初代ムスリム同胞団団長であるハサン・アル＝バンナーであった。